# Австралийский мясной пирог
Австралийский мясной пирог — небольшой (размером с кисть руки) мясной пирог, начинкой для которого, как правило, служит мелко нарезанное мясо или фарш, приправленные соусом; в качестве других ингредиентов блюда могут выступать лук, грибы и сыр.
Блюдо считается национальным в Австралии и Новой Зеландии — в частности, так о нём отозвался в 2003 году бывший премьер-министр австралийского штата Новый Южный Уэльс Боб Карр. Газетой The Guardian блюдо также названо «величайшим» в австралийской кухне. В Новой Зеландии пирог считается неотъемлемым блюдом национальной кухни. Австралийская компания Four’N’Twenty производит 50000 таких пирогов в час; считается, что средний австралиец съедает 12 мясных пирогов в год.
Австралийский мясной пирог является популярной закуской болельщиков австралийского футбола. В Австралии с 1990, а в Новой Зеландии с 1997 года проводятся ежегодные конкурсы с целью определить лучшего производителя мясных пирогов.
Австралийский кулинар Роберт Маклин написал книгу об истории австралийского мясного пирога. По мнению австралийского историка кулинарии Джанет Кларксон, это блюдо было известно в Европе ещё со времён Средневековья и рассматривается в современной Австралии как национальное в силу случайного стечения обстоятельств.